# Hrabstwo Hardin (Teksas)

Piramida wieku hrabstwa

Hrabstwo Hardin – hrabstwo położone w USA w stanie Teksas z siedzibą w mieście Kountze. Założone w 1858 roku.

## Demografia
| Dane historyczne                   | Dane historyczne | Dane historyczne |
| Rok                                | Ludność          | Zm., %           |
| ---------------------------------- | ---------------- | ---------------- |
| 1900                               | 5049             | –                |
| 1910                               | 12 947           | 156,4%           |
| 1920                               | 15 983           | 23,4%            |
| 1930                               | 13 936           | −12,8%           |
| 1940                               | 15 875           | 13,9%            |
| 1950                               | 19 535           | 23,1%            |
| 1960                               | 24 629           | 26,1%            |
| 1970                               | 29 996           | 21,8%            |
| 1980                               | 40 721           | 35,8%            |
| 1990                               | 41 320           | 1,5%             |
| 2000                               | 48 073           | 16,3%            |
| Hrabstwa w stanie Teksas 1900-1990 |                  |                  |

Według spisu z roku 2000, hrabstwo zamieszkuje 48 073 osoby, które tworzą 17 805 gospodarstw domowych oraz 13 638 rodzin. Gęstość zaludnienia wynosi 21 osób/km². Na terenie hrabstwa znajduje się 19 836 budynków mieszkalnych tj. 9 budynków/km². 90,86% ludności hrabstwa to ludzie biali, 6,91% to czarni, 0,32% rdzenni Amerykanie, 0,23% Azjaci, 0,01% mieszkańcy z wysp Pacyfiku 0.74% ludność innych ras, 0,93% ludność wywodząca się z dwóch lub większej liczby ras, 2,54% to osoby hiszpańskojęzyczne lub Latynosi.
W hrabstwie znajduje się 17 805 gospodarstw domowych, z czego w 37,2% z nich znajdują się dzieci poniżej 18 roku życia. 62,6% gospodarstw domowych tworzą małżeństwa. 10,2% stanowią niezamężne kobiety, a 23,4% osoby samotne. 20,7% wszystkich gospodarstw to gospodarstwa jednoosobowe. W 9,2% znajdują się samotne osoby powyżej 65 roku życia. Średnia wielkość gospodarstwa domowego 2,68 osoby, a średnia wielkość rodziny to 3,09 osoby.
Wśród mieszkańców hrabstwa 27,8% stanowią osoby poniżej 18 lat, 8,5% osoby z przedziału wiekowego 18-24 lat, 28,3% osoby w wieku od 25 do 44 lat, 23,2% w wieku 45-64 lat i 12,2% osoby, które mają 65 lub więcej lat. Średni wiek wynosi 36 lat. Na każde 100 kobiet przypada 96,7 mężczyzn, a na każde 100 kobiet mających lat 18 lub więcej przypada 92,4 mężczyzn.
Średni roczny dochód w hrabstwie dla gospodarstwa domowego wynosi 37 612 $, a średni roczny dochód dla rodziny to 42 890 $. Średni dochód mężczyzny to 35 881 $, kobiety 22 823 $. Średni roczny dochód na osobę wynosi 17 962 $. 8,8% rodzin i 11,20% mieszkańców hrabstwa żyje poniżej minimum socjalnego, z czego 13,3% to osoby poniżej 18 lat a 10,6% to osoby powyżej 65 roku życia.

## Sąsiednie hrabstwa
- Hrabstwo Tyler
- Hrabstwo Jasper
- Hrabstwo Orange
- Hrabstwo Jefferson
- Hrabstwo Liberty
- Hrabstwo Polk

## Miasta
- Kountze
- Lumberton
- Rose Hill Acres
- Silsbee
- Sour Lake

## CDP
- Pinewood Estates
- Wildwood

## Drogi główne
- U.S. Highway 69/U.S. Highway 287
- U.S. Highway 96
- State Highway 105
- State Highway 326
- State Highway 327